# Дубе, Джон
Джон Лангалибале́ле Ду́бе (зулу John Langalibalele Dube; 12 февраля 1871 — 11 февраля 1946) — южноафриканский писатель, политик, общественный деятель. Автор первых художественных произведений на языке зулу, первый президент Африканского национального конгресса.

## Биография
Дубе родился 12 февраля 1871 года в семье миссионера Американской зулусской миссии, учился сначала в Инанде и Аманзимтоти, позже отправился на учёбу в США. Первоначально его намерением было учиться медицине, но, как и большинство африканских интеллигентов его поколения, он стал священником и преподавателем. В 1901 году основал Зулусскую христианскую трудовую школу в Охланге. Образцом для её организации был Институт Таскиги, созданный Букером Вашингтоном в США для афроамериканцев. Дубе также основал школу для девочек. Средства на её создание он собирал в Америке, читая лекции и выступая с южноафриканскими песнями. В 1903 году он основал газету на зулу «Солнце Натала» (зулу Ilanga laseNatal), позже стал её главным редактором (газета существует до сих пор). В 1912 году был избран президентом только что основанного Южноафриканского туземного национального конгресса (ныне Африканский национальный конгресс). В 1914 году вместе с Соломоном Плааки, Уолтером Рубусана и другими африканскими общественными деятелями отправился в Великобританию, чтобы протестовать против принятого в 1913 году закона «О землях туземцев», оставлявшего во владении африканцев менее 9 % территории ЮАС. В 1917 году ушёл с поста председателя АНК, но до конца жизни продолжал работать в Натальском туземном конгрессе, пытаясь улучшить условия жизни для коренного населения.
Автор первого исторического романа на зулу Insila kaShaka («Слуга Чаки», 1930, в 1951 году издан по-английски как Jeqe, the Bodyservant of King Shaka) и ещё нескольких произведений.